# Why I Am Not a Christian
Por que não sou cristão (Why I Am Not a Christian, no original em inglês) é uma obra do filósofo, matemático e escritor britânico Bertrand Russell que reúne ensaios sobre religião e assuntos correlatos, escritos entre 1869 e 1954.
Livre pensador desde a juventude, Bertrand Russell aborda, nesse livro, questões de suma importância para o ser humano, tais como sua posição no Universo e o papel (para ele nefasto) que a religião exerce na vida das pessoas. E o faz de um modo incisivo e eloquente, expressando-se com a mesma prosa brilhante que fez famosos todos os seus livros e o levou a ser laureado com o Prêmio Nobel de Literatura, em 1950.
Além dos ensaios, o livro inclui um completo relato sobre o rumoroso caso de 1949, quando Russell foi impedido, judicialmente, de exercer a função de professor visitante no City College de New York, sob a acusação de defender e difundir conceitos "imorais". Inclui também a transcrição de um debate radiofônico sobre a existência de Deus, que ele travou com o padre F. C. Copleston S.J, em 1948, através da BBC de Londres.
Ateu convicto, Bertrand Russell resume nessas palavras a essência de seu pensamento acerca da questão religiosa:
| “ | Penso que quando morrer, eu me putrefarei e nada em mim sobreviverá. Não sou jovem e amo a vida. Mas desdenharei os calafrios de terror ao pensamento da aniquilação total. A felicidade não é, absolutamente, menor e menos verdadeira, apenas porque deve, necessariamente, chegar a um fim, e tampouco o pensamento e o amor perdem seu valor, por não serem eternos. | ” |